# Марцель Канарек
Марцель Канарек (пол. Marcel Kanarek; нар. 5 лютого 1993, Кошалін) – польський шахіст, гросмейстер від 2016 року.

## Шахова кар'єра
У своїй кар'єрі виграв п'ять медалей чемпіонату Польщі серед юніорів: золоту (Хотова 2009 – в категорії до 16 років), три срібні (Беся 2006 і Турава 2007 – обидві в категорії до 14 років, Мужасіхле 2011 – до 18 років) і бронзову (Колобжег 2002 – до 10 років). Неодноразово представляв Польщу на чемпіонатах світу і Європи серед юніорів, двічі вигравши срібні медалі, в роках 2007 (Анталія – ЧС до 14 років) і 2011 (Албена – ЧЄ до 18 років).
Триразовий призер командного чемпіонату Європи серед юніорів до 18 років: двічі золотий (Пардубице 2010, Ясси 2011) та срібний (Пардубице 2009).
2007 року поділив 3-тє місце у міжнародних турнірах за швейцарською системою, які відбулись у Новому Саді, Мельно, а також двічі в Кошаліні. 2009 року поділив 1-ше місце (разом з Вадимом Шишкіним, Клаудішем Урбаном і Мирославом Грабарчиком) на 20-му Меморіалі Йозефа Кочана в Кошаліні. На перетині 2011 і 2012 років переміг на турнірі за круговою системою Comarch Cup у Кракові, а на перетині 2014 і 2015  поділив 1-ше місце в Кракові (турнір Краковія, разом із, зокрема, Олександром Зубовим.
Найвищий рейтинг Ело в кар'єрі мав станом на 1 лютого 2015 року, досягнувши 2507 очок займав тоді 29-те місце серед польських шахістів.

## Зміни рейтингу
| На цьому місці має відображатися графік чи діаграма, однак з технічних причин його відображення наразі вимкнено. Будь ласка, не видаляйте код, який викликає це повідомлення. Розробники вже працюють для того, щоби відновити штатне функціонування цього графіка або діаграми. | |
| | На цьому місці має відображатися графік чи діаграма, однак з технічних причин його відображення наразі вимкнено. Будь ласка, не видаляйте код, який викликає це повідомлення. Розробники вже працюють для того, щоби відновити штатне функціонування цього графіка або діаграми. |